# 小行星3566
小行星3566（英語：3566 Levitan）是一颗围绕太阳公转的小行星。1979年12月24日，柳德米拉·瓦斯列娜·朱然勒娃在克里米亚发现了此天体。
这颗小行星的绝对星等为193.9960867411711等。